# Calliephialtes marjorieae
Calliephialtes marjorieae là một loài tò vò trong họ Ichneumonidae.